# Эдевалдо де Фрейтас
Эдевалдо де Фрейтас (порт. Edevaldo de Freitas; род. 28 января 1958, Кампус-дус-Гойтаказис, Рио-де-Жанейро), более известный как Эдевалдо — бразильский футболист, выступавший на позиции защитника.

## Клубная карьера
Эдевалдо всю свою карьеру футболиста провёл в Бразилии, не считая односезонного пребывания в португальском клубе «Порту». Более 100 матчей провёл в первом дивизионе Бразилии, включая игры за «Флуминенсе», «Интернасьонал» и «Васко да Гама».

## Карьера за сборную
Дебют за национальную сборную Бразилии состоялся в 1980 году. Был включен в состав сборной на чемпионате мира 1982 в Испании, где сыграл только матч против сборной Аргентины во втором раунде. Эдевалдо принял участие в 18 матчах и забил 1 гол.

### Гол за сборную
| Дата          | Место                           | Соперник  | Счёт | Результат | Турнир                       |
| ------------- | ------------------------------- | --------- | ---- | --------- | ---------------------------- |
| 4 января 1981 | Сентенарио, Монтевидео, Уругвай | Аргентина | 1:1  | 1:1       | Золотой кубок чемпионов мира |

## Достижения

### «Флуминенсе»
- Чемпион штата Рио-де-Жанейро: 1980

### «Интернасьонал»
- Чемпион штата Риу-Гранди-ду-Сул: 1981, 1982, 1983

### «Васко да Гама»
- Вице-чемпион Бразилии: 1984

### «Порту»
- Чемпион Португалии: 1985/86
- Обладатель Суперкубка Португалии: 1985

### «Бангу»
- Вице-чемпион Бразилии: 1984